# Étainhus
Étainhus is een gemeente in het Franse departement Seine-Maritime (regio Normandië) en telt 1007 inwoners (1999). De plaats maakt deel uit van het arrondissement Le Havre.

## Geografie
De oppervlakte van Étainhus bedraagt 8,2 km², de bevolkingsdichtheid is 122,8 inwoners per km².

## Verkeer en vervoer
In de gemeente ligt spoorwegstation Étainhus-Saint-Romain.
De onderstaande kaart toont de ligging van Étainhus met de belangrijkste infrastructuur en aangrenzende gemeenten.

## Demografie
Onderstaande figuur toont het verloop van het inwonertal (bron: INSEE-tellingen).